# Римска кућа (Малта)
Римска кућа (Domus Romana) је руинирана кућа из римског доба која се налази на граници између Мдине и Рабата, на Малти. Саграђена је у 1. веку пре нове ере као аристократска градска кућа (домус) унутар римског града Мелите. У 11. веку основано је муслиманско гробље на остацима куће. 
Налазиште је откривено 1881. године, а археолошким ископавањима откривено је неколико добро сачуваних римских мозаика, статуа и других предмета, као и одређени број надгробних споменика и других остатака са гробља. Од 1882, место је отворено за јавност као музеј, којим тренутно управља Национална агенција баштине Малте. Погрешно је названа Римска вила када је поново откривена јер се мислило да је била изван града Мелите, али при даљим испитивањима је разјашњено да је унутар градских граница.

## Историја и опис

### Римска кућа
Сматра се да је Домус Романа саграђена почетком 1. века пре нове ере, а била је у употреби до 2. века нове ере. Кућа је имала  перистил са колонадама инспирисан  архитектуром старе Грчке, а најбоље су карактеристике добро урађени вишебојни мозаици хеленистичког стила који се налазе у перистилу и околним просторијама, и који приказују украсне мотиве или митолошке призоре. Кориштене су две врсте техника: опус вермикулатум, са малим плочицама у средишту стазе; опус теселатум, веће плочице за стварање тродимензионалног дизајна око главне слике. Слика је требало да имитира веома популаран мотив који је можда прво насликао неки уметник из Софоса. У Домусу се такође види фино обојен зидни малтер тако да имитира обојене мермере и приказује делимично стилизоване архитектонске елементе који би их поставили негде између 1. и 2. Помпејског стила. 
Иако је кућа током времена углавном уништена, мозаици су преживели углавном нетакнути и упоредиви су са онима пронађеним у Помпеји или на Сицилији. У кући су пронађене и бројне статуе римске породице из 1. века, заједно са новчићима, стакленим прибором, прибором за купатило, амфорама и другим лепим артефактима.

### Муслиманско гробље
У 11. веку, док је Малта била део Фатимидског калифата, место домуса је претворено у гробље. Најмање 245 сахрањених је откривено је током ископавања, која су такође открила бројне кречњачке и један мермерни надгробни споменик са арапским и исламским калиграфским натписима. Током ископавања су пронађени и керамички предмети и један сребрни прстен.

## Откриће и ископавања
Домус Роману су случајно открили радници 1881. године током пројекта уређења пејзажа. Касније су га ископавали водећи археолози тог времена: Антонио Ането Каруана, Сер Темистоклес Замит, Роберт В. Галеа, Харис Данскомб Колт и Луј Аптон Веј.

## Музеј
Након што је домус први пут ископан, на месту перистила куће изграђен је музеј да би се сачували мозаици. Музеј је отворен у фебруару 1882. године и то је била прва зграда на Малти која је изграђена специјално за смештај музеја одређеног археолошког налазишта. Музеј је првобитно био познат као Музеј римских антика, а осим мозаика и других римских или муслиманских артефаката откривених из домуса, изложио је и неке друге комаде римског мермера који су пронађени на улицама Мдине. На крају су многи римски артефакти пронађени на другим местима на Малти пребачени у овај музеј.
1922. музеј је проширен дизајном архитекте Галицие, и додата је неокласична фасада и велика изложбена соба. Остаци домуса уврштени су на списак антиквитета  1925. године. Музеј је затворен за време Другог светског рата, а у њему се налазио рестаураторски центар пре поновног отварања за јавност 1945.
Мозаик перистила обновљен је у другој половини 20. века, али је био ненамерно оштећен током процеса.  Изложени предмети музеја обновљени су између 2002. и 2005, па поново 2011. године.